# Orobanche kurdica
Orobanche kurdica är en snyltrotsväxtart som beskrevs av Pierre Edmond Boissier och Hausskn.. Orobanche kurdica ingår i släktet snyltrötter, och familjen snyltrotsväxter. Inga underarter finns listade i Catalogue of Life.